# Seydişehir
Seydişehir – miasto w Turcji w prowincji Konya.
Według danych na rok 2000 miasto zamieszkiwało 48 372 osób.